# Cilice
Med cilice menas traditionellt en tagelskjorta, ett plagg gjort av grovt tyg eller djurhår. Ordet kommer från latinets cilicium, och syftar på att plagget gjorts av gethår från den romerska provinsen Cilicien.
Sådana plagg har burits i flera perioder i den kristna kyrkans historia som en form av späkning som påminnelse om Jesu lidande och död. Förutom att materialet kliade, utgjorde det en god miljö för löss, vilket ytterligare bidrog till späkningen. Det rapporteras ofta att helgon och munkar burit cilice, men även den rika överklassen bar dem ibland under sina dyrbara dräkter som bot för den fåfänga dessa utgjorde.
På senare tid har ordet kommit att beteckna ett kedje- eller metallbälte med taggar, buret kring låret. Detta bruk har förekommit i olika delar av den Romersk-katolska kyrkan, men har under 1900-talet i första hand kommit att associeras med den katolska personalprelaturen Opus Dei.

## Cilice i litteraturen
Bruket av en cilice på låret är ett framträdande kännetecken för Silas, en fiktiv anhängare av Opus Dei och en av huvudkaraktärerna i Dan Browns roman Da Vincikoden.